# Osteosarkom
Osteosarkom je maligni tumor iz skupine sarkoma, najčešći primarni rak kosti. Također je osmi najčešći oblik dječjeg raka, gdje čini 2.4% svih malignosti u pedijatrijskih pacijenata i približno 20% svih primarnih tumora kosti.

## Opis
Osteosarkom karakterizira to da tumorske stanice izravno stvaraju osteoid (mješavinu bjelančevina koju izlučuju osteoblasti i koja postaje kost kada se u njoj odlože minerali).
Osteosarkom može zahvatiti bilo koju kost. Ipak u 50% slučajeva tumor zahvaća kosti u području koljena (donji dio bedrene kosti, gornji dio goljenične kosti), a češće još zahvaća kosti zdjelice, nadlaktičnu kost i kralježnicu.
Razlikujemo primarne i sekundarne osteosarkome. Sekundarni nastaju na kostima koji su već zahvaćene nekom bolesti (npr. Pagetova bolest) ili na prethodno zračenim kostima, a primarni na prethodno zdravoj kosti. 

## Simptomi
Simptomi osteosarkoma mogu biti prisutni tjednima i mjesecima (povremeno i duže) prije nego što se bolest dijagnosticira. Najčešći prezentirajući simptom osteosarkoma je bol, osobito bol pri fizičkoj aktivnosti. Oboljeli se obično žale na bol u području tumora i na oteklinu (ako je tumor porastao). Patološke frakture javljaju se pri osteosarkomu u oko 5-10% slučajeva, stoga s osteosarkomom nisu učestale - osim u posebnom histološkom podtipu osteosarkoma, teleangiektatičnom osteosarkomu, gdje se incidencija patoloških fraktura penje i do 43%.

## Dijagnoza
Dijagnoza obično počinje rtg-snimkom, pa zatim računalna tomografija (CT), scintigrafija kosti i na kraju potvrda tumora biopsijom. Na rtg-snimci može se vidjeti tzv. Codmanove trokut što ga čini ravnina vanjske strane kosti i izdignuta pokosinca (periost). 

## Liječenje
U liječenju ovih zloćudnih tumora koristi se kemoterapija, radioterapija i kirurške metode. Uspjeh liječenja ovisi značajno o stadiju bolesti. Bolest karakterizira brz rast i rano metastaziranje, najčešće u pluća, ali može i u druge organe.